# Bartsia pumila
Bartsia pumila là một loài thực vật thuộc họ Orobanchaceae. Đây là loài đặc hữu của Ecuador.